# Kitzscher
Kitzscher ist eine Stadt im Landkreis Leipzig in Sachsen.

## Geographie

### Geographische Lage
Kitzscher liegt in der Leipziger Tieflandsbucht, am Rand des Mittelsächsischen Hügellandes. Die Stadt befindet sich etwa 25 km südlich von Leipzig und etwa 3 km östlich der Kreisstadt Borna. Mit der Halde Trages befindet sich auf dem Gemeindegebiet einer der höchsten Erhebungen des Leipziger Raumes. Im Süden grenzt das Stadtgebiet an den Bockwitzer See. In Kitzscher mündet der Jordanbach in die Eula.

### Nachbargemeinden
| Rötha |                                             | Otterwisch  |
|       | Kompassrose, die auf Nachbargemeinden zeigt | Bad Lausick |
| Borna |                                             | Frohburg    |

### Ortsgliederung
Die Ortsteile der Stadt Kitzscher sind Braußwig, Dittmannsdorf, Hainichen, Thierbach und Trages. Weiterhin befinden sich die Siedlungen Neudorf, Eichholz und Lindhardt in der Flur von Kitzscher.

## Geschichte

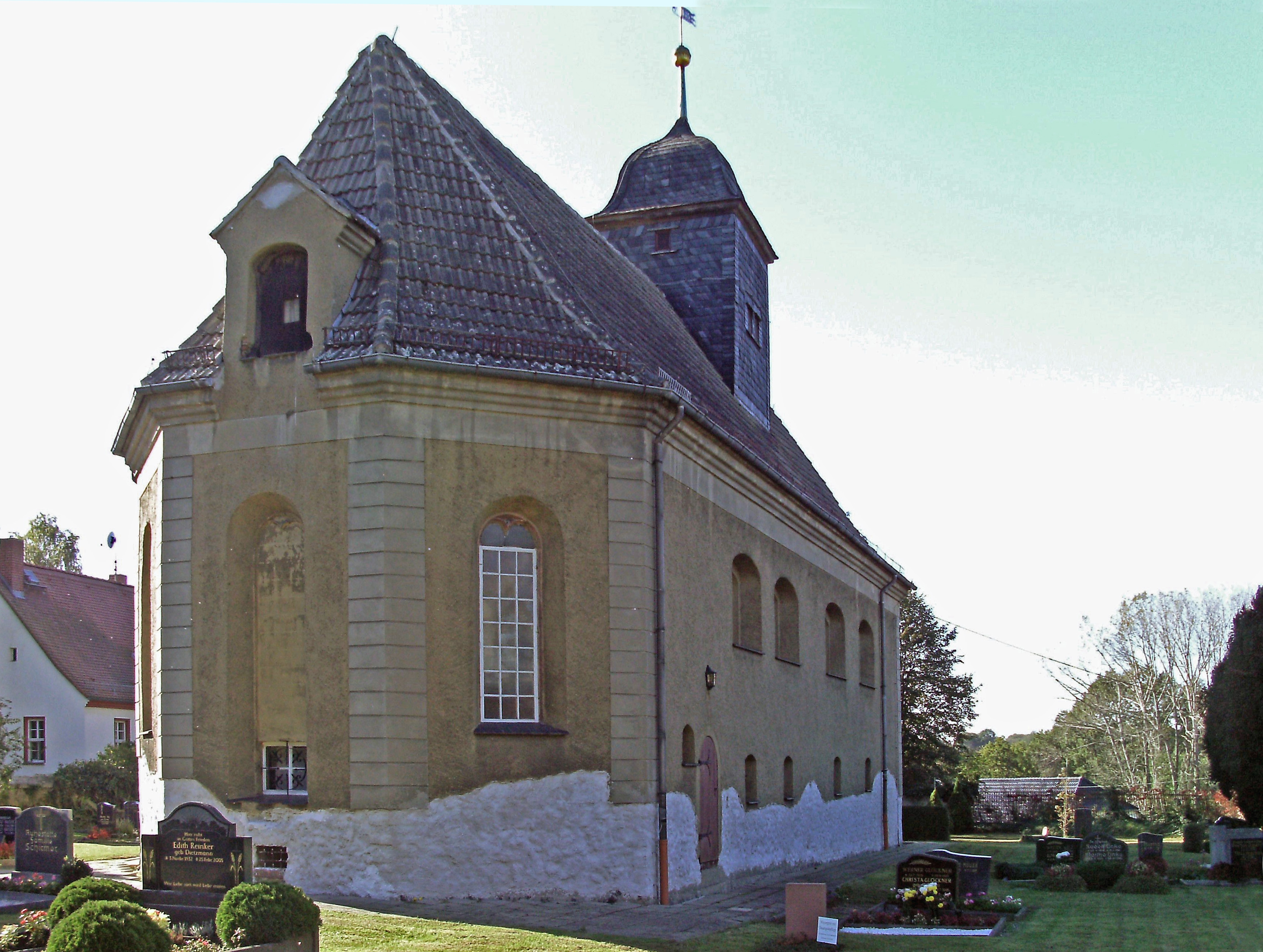
Kirche in Kitzscher

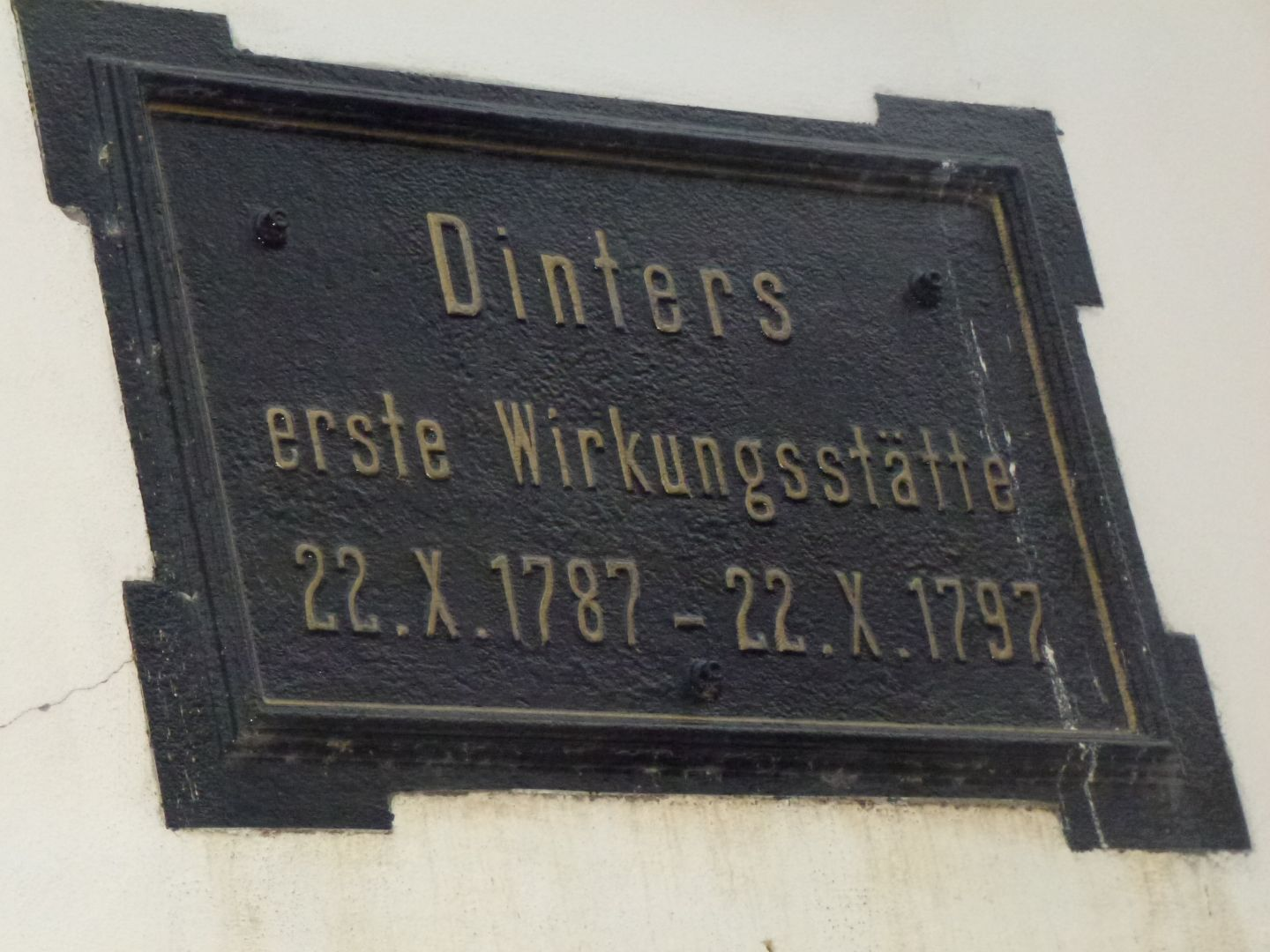
Tafel an der Kirchschule zur Erinnerung an Dinter

Bereits im 6. und 7. Jahrhundert war die Region um Kitzscher von Sorben besiedelt. Der aus dem Altsorbischen stammende Ortsname Kycer bzw. Kyka hat die Bedeutung Stock, Stumpf. Eine andere Deutung bezieht sich auf den Rodungsnamen Kycera, was Siedlung bei einer bewaldeten Erhöhung bedeutet. Deutsche Bauern siedelten sich im 11. und 12. Jahrhundert an. In einer Stiftungsurkunde des Zisterzienserinnen-Klosters Grimma wurde das Dorf im Jahr 1251 erstmals erwähnt und bezieht sich in seinem Namen auf ein 1676 ausgestorbenes Adelsgeschlecht, namentlich Guntherus de Kiczschere. Der 1251 erwähnte, aus einer Wasserburg entstandene Herrensitz derer von Kitzscher wurde 1548 erstmals als Rittergut erwähnt, welches die Grundherrschaft über Kitzscher ausübte. Im Jahr 1677 erwarb der Jurist Romanus Teller das Rittergut, von dem es Anton Wilhelm Treusch von Buttlar im Jahr 1694 erwarb. Die Familie Hartmann, die das Rittergut Kitzscher seit 1701 besaß, erbaute im Jahr 1772 das Gut. Nachdem Joseph Alexander Fürst von Jablonowski das Rittergut im Jahr 1773 erworben hatte, erfolgte im Jahr 1776 der Anbau des Schlossturms. Weitere Besitzer des Ritterguts Kitzscher waren von 1777 bis 1787 August Wilhelm Schroth und ab 1788 die Familie von Niebecker. Diese errichteten im Jahr 1824 ein zusätzliches herrschaftliches Wohngebäude. Freiherr von Keller erwarb das Rittergut Kitzscher im Jahr 1832 durch Heirat. Im Jahr 1846 kaufte Hermann von Witzleben das Rittergut, von dem es im Jahr 1870 die Familie von Arnim kaufte. Unter ihnen erfolgten zwischen 1871 und 1876 Um- und Ausbauarbeiten am Schloss und im Jahre 1898 der Bau eines neuen Sägewerks auf dem Rittergut. Das älteste Bauwerk des Ortes ist die Kirche, deren Ursprünge bis um 1200 zurückreichen. 1685 wurde sie umgebaut und erweitert. Ab 1787 war Gustav Friedrich Dinter als Prediger (Pfarrsubstitut) und ab 1790 bis zu seiner Abberufung nach Dresden als Pfarrer tätig. Zugleich organisierte er dort das Elementarschulwesen und bildete Lehrer in einem Privatseminar aus.
August Schumann nennt 1817 im Staats-, Post- und Zeitungslexikon von Sachsen Kitzscher sowie das hiesige Rittergut betreffend u. a.:

„Es gehört schriftsässig zu dem hiesigen Rittergut, welches am 5. Aug. 1698 die Schriftsässigkeit erlangte, und welchem noch die Dörfer Haubitz, Dittmannsdorf und ein Theil von Hennersdorf zuständig sind. Ihm steht das Patronatsrecht über hiesige Mutterkirche und Schule zu. […] Das Rittergut gehörte vom 16ten bis in’s 18te Jahrhundert denen von Kitzscher.“

Kitzscher lag bis 1856 im kursächsischen bzw. königlich-sächsischen Amt Borna. Ab Oktober 1856 gehörte der Ort zum Gerichtsamt Borna und ab dem 15. Oktober 1874 zur Amtshauptmannschaft Borna. Mit Entwicklung des Braunkohlebergbaus veränderte sich auch der Charakter des Ortes. In den 1940er-Jahren wurde nach Entwürfen des Leipziger Architekten Curt Schiemichen eine Bergarbeitersiedlung nördlich des alten Ortskerns errichtet. Sie ist die größte noch erhaltene Siedlung der bergmännischen Industrialisierung in Sachsen. In der Folge stieg auch die Einwohnerzahl. Curt von Arnim, der letzte Besitzer des Ritterguts Kitzscher, wurde im Zuge der Bodenreform in der Sowjetischen Besatzungszone ab 1945 enteignet. Der auf Geheiß der Sowjetischen Militäradministration in Deutschland geplante Abriss des Ritterguts mit seinem Schloss konnte zunächst verhindert werden. Im Jahr 1960 erfolgte der Abriss des Schlosses.
Durch die zweite Kreisreform in der DDR im Jahr 1952 wurde die Gemeinde Kitzscher dem Kreis Borna im Bezirk Leipzig angegliedert. Durch den Bau der Kraftwerke Lippendorf (1965) und Thierbach (1967) entstand ein neues Wohngebiet im Norden des Orts. Nach der Eingemeindung von Thierbach am 1. August 1973 und von Dittmannsdorf mit Braußwig am 1. Januar 1974 erhielt Kitzscher am 5. Oktober 1974 das Stadtrecht. Die Eingemeindung von Trages erfolgte am 1. Juli 1976. Als Folge der Deutschen Wiedervereinigung wurden große Teile der Braunkohleindustrie stillgelegt. Mit der Rekultivierung der ehemaligen Tagebaue vollzieht sich ein Wandel der Landschaft.
Seit 1990 gehörte die Stadt Kitzscher zum sächsischen Landkreis Borna, der 1994 im Landkreis Leipziger Land und 2008 im Landkreis Leipzig aufging. Das Rathaus wurde 1994 im ehemaligen Schulgebäude eingeweiht. Die Eingemeindung von Hainichen erfolgte am 1. Januar 1998. Mit der Marktplatzbebauung entstand im Jahr 2000 ein neuer Mittelpunkt im Stadtzentrum. Im Zuge der 750-jährigen Ersterwähnung erhielt Kitzscher im Jahr 2001 ein Heimatmuseum. Das Rittergut wurde nach einem Brand im Jahr 2000 nicht wieder aufgebaut. Im Jahr 2004 wurde der Stall und 2007 ein weiteres Gebäude des ehemaligen Gutshofes abgetragen. Durch den Bau der A72 erhielt das Gewerbegebiet „Goldener Born“ eine höhere Attraktivität. Im Nordwesten des Stadtgebiets entstand 2015 die Eigenheimsiedlung „Am Eichholz“.

### Eingemeindungen

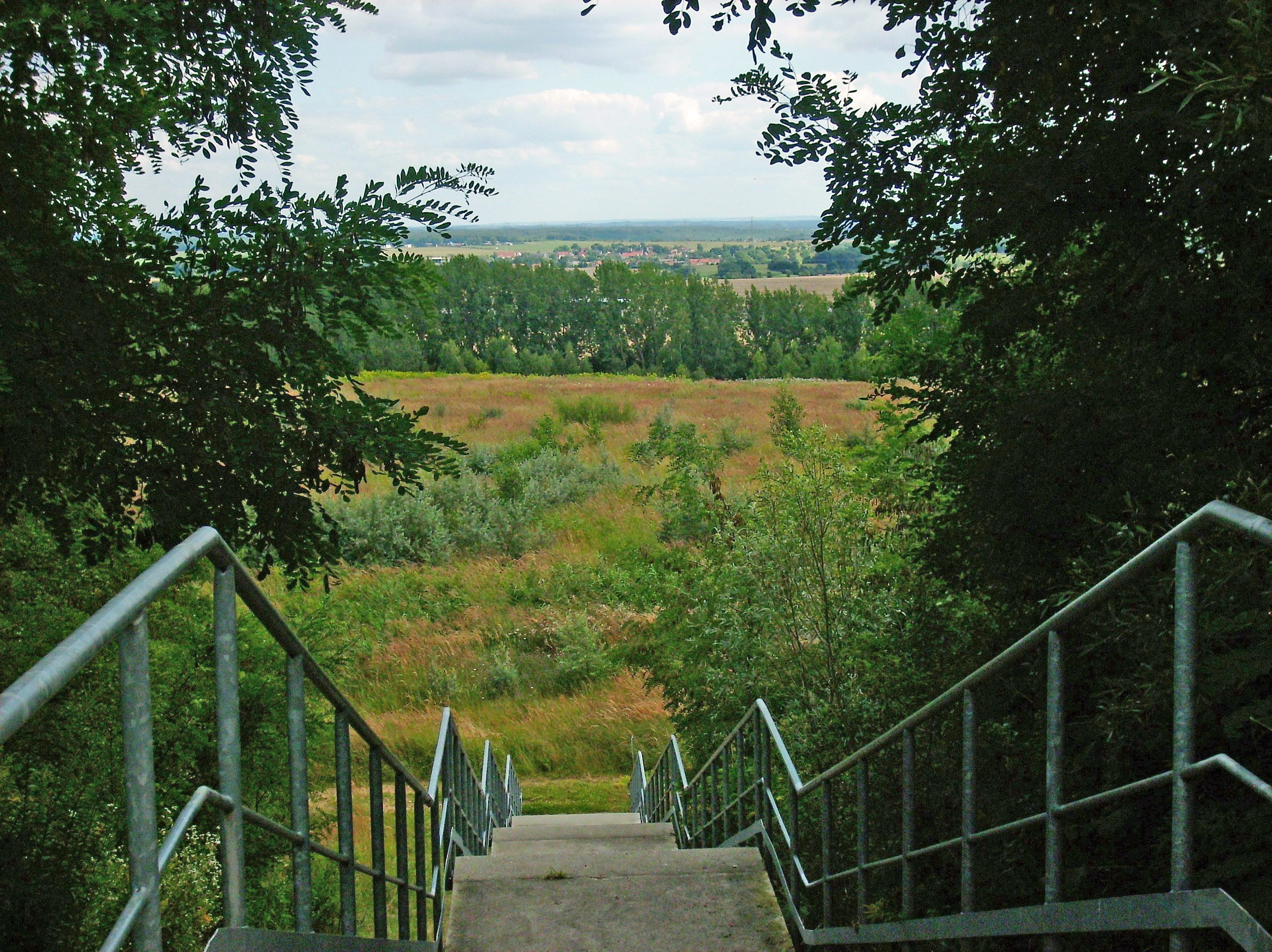
Blick auf Thierbach von der Halde Trages

| Ehemalige Gemeinde bzw. Gutsbezirk | Datum           | Anmerkung                                                                          |
| ---------------------------------- | --------------- | ---------------------------------------------------------------------------------- |
| Apelt, Gutsbezirk Vorwerk          | vor 1880        | Eingliederung in die Gemeinde Hainichen                                            |
| Braußwig, Gutsbezirk Rittergut     | um 1922         | Eingliederung in die Gemeinde Braußwig                                             |
| Braußwig                           | 1. April 1935   | Eingemeindung nach Dittmannsdorf                                                   |
| Dittmannsdorf                      | 1. Januar 1974  |                                                                                    |
| Hainichen, Gutsbezirk Rittergut    | um 1922         | Eingliederung in die Gemeinde Hainichen                                            |
| Hainichen                          | 1. Januar 1998  |                                                                                    |
| Kitzscher, Gutsbezirk Rittergut    | um 1922         | Eingliederung in die Gemeinde Kitzscher                                            |
| Kitzscher                          | 5. Oktober 1974 | Kitzscher erhält das Stadtrecht                                                    |
| Lindhardt                          | 1886            | Umgliederung der Vorwerkssiedlung vom selbständigen Gutsbezirk Rittergut Steinbach |
| Thierbach, Gutsbezirk Rittergut    | um 1922         | Eingliederung in die Gemeinde Thierbach                                            |
| Thierbach                          | 1. August 1973  |                                                                                    |
| Trages                             | 1. Juli 1976    | Eingemeindung nach Hainichen                                                       |

## Politik

### Gemeinderat
Seit der Gemeinderatswahl am 9. Juni 2024 verteilen sich die 17 Sitze des Stadtrates folgendermaßen auf die einzelnen Gruppierungen:
- Freie Wähler (FW): 6 Sitze
- CDU: 5 Sitze
- AfD: 3 Sitze (ein Sitz bleibt mangels Kandidat unbesetzt)
- Gemeinsam für Kitzscher e. V.: 3 Sitze
- Linke: 1 Sitz

| Stadtrat ab 2024Insgesamt 17 Sitze - Linke: 1 - GfK: 2 - FW: 6 - CDU: 5 - AfD: 3 Die AfD kann einen Sitz nicht besetzen; der Stadtrat verkleinert sich entsprechend. | Liste                         | 2024   | 2024   | 2019   | 2019   | 2014   | 2014   |
| Stadtrat ab 2024Insgesamt 17 Sitze - Linke: 1 - GfK: 2 - FW: 6 - CDU: 5 - AfD: 3 Die AfD kann einen Sitz nicht besetzen; der Stadtrat verkleinert sich entsprechend. | Liste                         | Sitze  | in %   | Sitze  | in %   | Sitze  | in %   |
| Stadtrat ab 2024Insgesamt 17 Sitze - Linke: 1 - GfK: 2 - FW: 6 - CDU: 5 - AfD: 3 Die AfD kann einen Sitz nicht besetzen; der Stadtrat verkleinert sich entsprechend. | Freie Wähler                  | 6      | 34,5   | 8      | 44,5   | 5      | 27,6   |
| Stadtrat ab 2024Insgesamt 17 Sitze - Linke: 1 - GfK: 2 - FW: 6 - CDU: 5 - AfD: 3 Die AfD kann einen Sitz nicht besetzen; der Stadtrat verkleinert sich entsprechend. | CDU                           | 5      | 28,2   | 4      | 27,6   | 8      | 44,8   |
| Stadtrat ab 2024Insgesamt 17 Sitze - Linke: 1 - GfK: 2 - FW: 6 - CDU: 5 - AfD: 3 Die AfD kann einen Sitz nicht besetzen; der Stadtrat verkleinert sich entsprechend. | AfD                           | 3      | 21,8   | 2      | 15,2   | –      | –      |
| Stadtrat ab 2024Insgesamt 17 Sitze - Linke: 1 - GfK: 2 - FW: 6 - CDU: 5 - AfD: 3 Die AfD kann einen Sitz nicht besetzen; der Stadtrat verkleinert sich entsprechend. | Gemeinsam für Kitzscher e. V. | 2      | 11,9   | –      | –      | –      | –      |
| Stadtrat ab 2024Insgesamt 17 Sitze - Linke: 1 - GfK: 2 - FW: 6 - CDU: 5 - AfD: 3 Die AfD kann einen Sitz nicht besetzen; der Stadtrat verkleinert sich entsprechend. | Linke                         | 1      | 3,6    | 2      | 12,7   | 4      | 20,4   |
| Stadtrat ab 2024Insgesamt 17 Sitze - Linke: 1 - GfK: 2 - FW: 6 - CDU: 5 - AfD: 3 Die AfD kann einen Sitz nicht besetzen; der Stadtrat verkleinert sich entsprechend. | SPD                           | –      | –      | –      | –      | 1      | 7,2    |
| Stadtrat ab 2024Insgesamt 17 Sitze - Linke: 1 - GfK: 2 - FW: 6 - CDU: 5 - AfD: 3 Die AfD kann einen Sitz nicht besetzen; der Stadtrat verkleinert sich entsprechend. | Wahlbeteiligung               | 65,6 % | 65,6 % | 56,8 % | 56,8 % | 47,7 % | 47,7 % |

### Bürgermeister
Bürgermeister ist seit 2008 Maik Schramm.
| Wahl | Bürgermeister   | Vorschlag      | Wahlergebnis (in %) |
| ---- | --------------- | -------------- | ------------------- |
| 2022 | Maik Schramm    | Schramm        | 79,9                |
| 2015 | Maik Schramm    | Schramm        | 78,6                |
| 2008 | Maik Schramm    | FW, Linke, SPD | 43,0                |
| 2001 | Hartmut Harbich | CDU            | 54,0                |
| 1994 | Hartmut Harbich | CDU            | 72,4                |

### Wappen
| Wappen von Kitzscher | Blasonierung: „In gespaltenem Schild vorn fünfmal von Silber und Schwarz geteilt, hinten in Grün der silbern gekleidete heilige Nikolaus mit silberner Mitra, in der Rechten einen goldenen Krummstab, in der Linken ein schwarzes Buch mit drei darauf liegenden goldenen Kugeln haltend.“                                                                           |
| Wappen von Kitzscher | Wappenbegründung: Die Teilungen im vorderen Feld wurden dem Wappen der Anfang des 19. Jahrhunderts erloschenen Adelsfamilie von Kitzscher entnommen. Dieses Wappen ist erstmals im Jahre 1440 auf einem Siegel „Reinhards von Kitzscher“ belegt. Das hintere Feld zeigt den heiligen Nikolaus von Myra. Dieser Heilige steht für das Patrozinium der hiesigen Kirche. |

Das Wappen von Kitzscher wurde am 11. August 1992 durch das damals zuständige Sächsische Staatsministerium des Innern genehmigt.

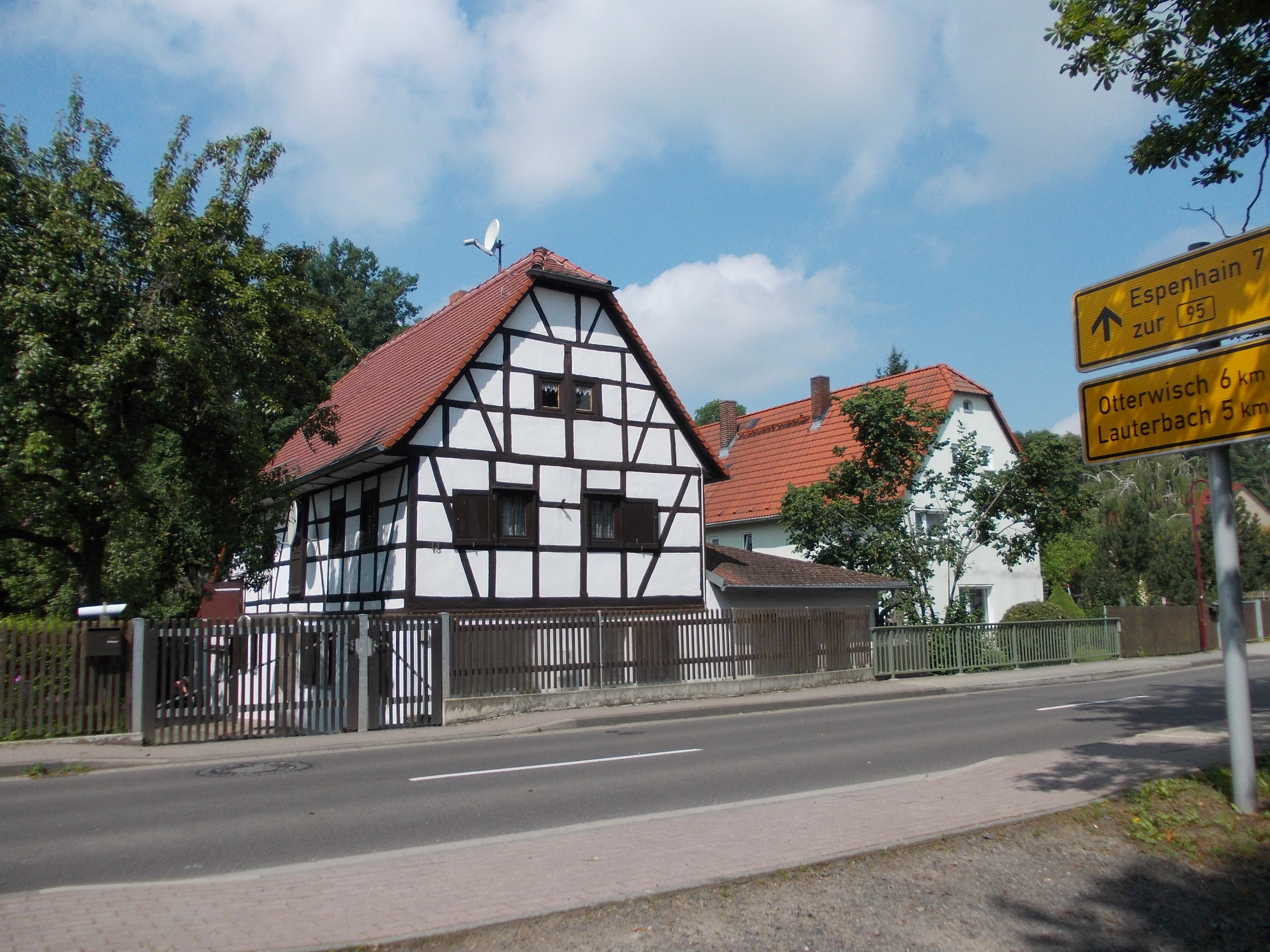
Fachwerkhaus an der Bornaer Straße

## Kultur und Sehenswürdigkeiten
- siehe auch: Liste der Kulturdenkmale in Kitzscher

### Naturschutz
- Siehe auch: Liste der Naturdenkmale in Kitzscher

## Verkehr
Durch das südliche Gemeindegebiet verläuft die Bundesstraße 176.
Die Stadt liegt im Tarifgebiet des Mitteldeutschen Verkehrsverbundes und ist durch die Regionalbus Leipzig sowie die THÜSAC Personennahverkehrsgesellschaft mit drei PlusBus- sowie weiteren Regionalbus-Linien angebunden. Gemeinsam mit seinen Ortsteilen, mit Deutzen sowie den Städten Borna und Regis-Breitingen liegen sie in der Tarifzone 153. Die zentrale Haltestelle aller Buslinien ist der Busplatz Kitzscher.

## Persönlichkeiten

### Söhne und Töchter der Gemeinde
- Heinrich Ludwig Manger (* 31. Juli 1728; † 1790 in Potsdam), königlich preußischer Oberhofbaurat
- Bonaventura Rehefeld (* 24. September 1610; † 7. Juli 1673 in Schleswig), deutscher lutherischer Theologe.
- Marco Thomä, Junioren-Weltmeister im Fahrradtrial 2006
- Herbert Uhlmann, 1959 Weltmeister im Sportkegeln (Mannschaft)

### Personen in Verbindung mit Kitzscher
- Jens Streifling (* 30. April 1966 in Borna, Kindheit und Jugend in Kitzscher), ein vielseitiger Musiker, Gründungsmitglied der Musikgruppe P 16 („Schulrock“), später Saxofonist bei der Rockgruppe BAP seit 2003 Mitglied der Kölner Mundart-Musikgruppe Höhner und erfolgreicher Solokünstler
- Susanne Reichenbach (* 24. August 1977 in Borna, Kindheit und Jugend in Kitzscher verbracht) Journalistin, Fernsehautorin und -moderatorin, u. a. beim MDR